# Iris Sheila Collenette
Iris Sheila Collenette, née le 26 août 1927 et morte le 24 juillet 2017, était une botaniste, collectionneuse de plantes et une autrice anglaise. Collenette, fille de l’ancien Etonien Rupert Edward Darnton DFC (né Rupert, baron von Schunck en 1895) et d’Iris Moreton, fille de John Smith Moreton de Pickenham Hall, Norfolk qui était situé dans un vaste parc botanique. L’oncle de Collenette était le compositeur Christian Darnton, né en 1905 et également connu sous le nom de baron von Schunck. Elle a épousé le géologue Peter Collenette en 1955.
Son mari a pris un emploi de géologue en chef en Arabie saoudite et Collenette en a profité pour visiter le pays et recueillir des spécimens botaniques. Elle s’est fait connaître pour son travail sur la flore locale, en particulier ses livres Un guide illustré des fleurs de l’Arabie saoudite et Fleurs sauvages de l’Arabie saoudite. Les espèces Aloe sheilae et Rhytidocaulon sheilae ont été nommées en son honneur. Elle a recueilli l’holotype de Hypericum collenetteae, nommé par Norman Robson. Elle a identifié au moins quatorze espèces. L’abréviation standard Collen est utilisée pour désigner cette personne comme auteur lorsqu’elle cite un nom botanique .

## Œuvres
- Collenette, Sheila (1999). Wildflowers of Saudi Arabia. NCWCD.
- Collenette, Sheila (1998). A checklist of botanical species in Saudi Arabia. International Asclepiad Society.
- Collenette, Sheila (1985). An illustrated guide to thé Flowers of Saudi Arabia. Scorpion.